# جعفرلی، جلیل‌آباد (۲)
جعفرلی (به ترکی آذربایجانی: Cəfərli) یک منطقه مسکونی در جمهوری آذربایجان است که در شهرستان جلیل‌آباد واقع شده است.